# Meeuwen-Gruitrode
Meeuwen-Gruitrode – dawna gmina w Belgii, w Regionie Flamandzkim, w prowincji Limburgia, w okręgu Maaseik. Powstała 1 stycznia 1977 r. i istniała do 31 grudnia 2018 r. Następnego dnia wraz z gminą Opglabbeek utworzyła nową gminę Oudsbergen.

## Historia
Od 1977 roku, w skład gminy Meeuwen-Gruitrode weszły gminy: Ellikom, Gruitrode, Meeuwen, Neerglabbeek i Wijshagen.

## Populacja
- Źródła:NIS, :od 1806 do 1981= według spisu; od 1990 liczba ludności w dniu 1 stycznia

Według szacunków w dniu 1 stycznia 2016 całkowita populacja Meeuwen-Gruitrode liczyła 13 082 osób. Łączna powierzchnia gminy wynosi 91,26 km², co daje gęstość zaludnienia 140 mieszkańców na km².